# Avelar
Avelar ist eine Gemeinde (Freguesia) im portugiesischen Kreis Ansião. In ihr leben 1929 Einwohner (Stand 19. April 2021).

## Geschichte
Die Straße der Römer von Conimbriga nach Sellium (das heutige Tomar) führte durch die heutige Gemeinde Avelar.
Erstmals erwähnt wurde der heutige Ort im Jahr 1137. König Manuel I. verlieh Avelar 1514 Stadtrechte und erhob den Ort zur Vila. 1836 verlor der Ort diesen Status wieder und wurde dem Kreis von Figueiró dos Vinhos angegliedert. Seit 1895 gehört Avelar zum Kreis Ansião.
Im Jahr 1995 wurde der Ort erneut zur heutigen Vila (Kleinstadt) erhoben.

## Kultur und Sehenswürdigkeiten
Im Gemeindegebiet stehen der 1712 errichtete, gemeinschaftliche Ofen, die Gemeindekirche Igreja Paroquial de Avelar (auch Igreja do Espírito Santo) aus dem 18. Jahrhundert, und der Schandpfahl (Pelourinho), mit dem die 1514 verliehenen Stadtrechte angezeigt wurden.